# مايك بيريز (ملاكم)
مايك بيريز (ولد: 20 أكتوبر 1985 في كوبا - )، هو ملاكم محترف كوبي يصنف ضمن فئة الوزن الثقيل بدأ مسيرته الاحترافية سنة 2008 حيث انتصر في نزاله الأول.

## المسيرة الاحترافية
من نزالاته:
- خسر أمام ألكسندر بوفيتكين بالضربة القاضية (22-05-2015).
- انتصر على دارنيل ويلسون بالضربة الفنية القاضية (05-02-2015).
- تعادل مع كارلوس تاكم (18-01-2014).
- انتصر على ترافيس ووكر (04-05-2013).
- انتصر على فرايدي أهونانيا (30-12-2011).

## إحصائيات
خاض خلال مسيرته 28 نزالا، فاز في 24 وتعادل في 1 وخسر في 3. فاز بالضربة القاضية في 15 نزالا.

## روابط خارجية
- مايك بيريز على موقع بوكس ريك (الإنجليزية) (registration required)